# 20246 Frappa
20246 Frappa è un asteroide della fascia principale. Scoperto nel 1998, presenta un'orbita caratterizzata da un semiasse maggiore pari a 2,2959759 UA e da un'eccentricità di 0,0818053, inclinata di 4,08181° rispetto all'eclittica.